# Johann Baptist Isenring
Johann Baptist Isenring, né à Lütisburg le 12 mai 1796 et mort à  Saint-Gall le 9 avril 1860 , est un peintre, graveur et daguerréotypiste suisse, considéré comme l'un des pionniers de la photographie.

## Biographie

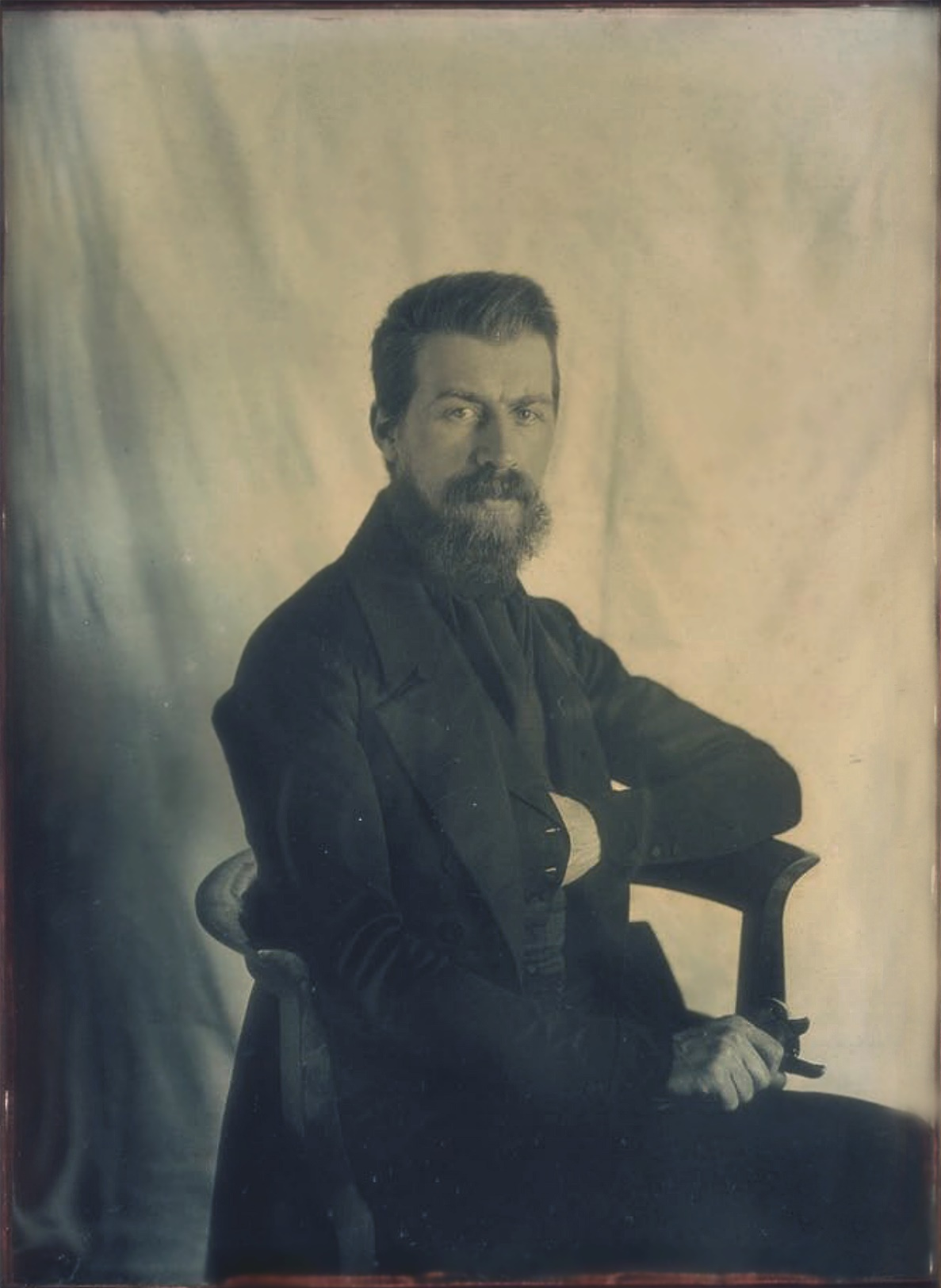
Portrait-daguerréotype de 1843 de l'opticien viennois Friedrich von Voigtlaender (1812-1878).

Johann Baptist Isenring est réputé pour être le premier daguerréotypiste suisse. 
Bien avant d'expérimenter la photographie, il suit un apprentissage de menuiserie à Zurich. Au cours de ses voyages à Vienne et à Munich (1816-1817), il travaille comme peintre et doreur. Grâce à une bourse du canton de Saint-Gall en 1820, il entre à l'Académie des beaux-arts de Munich et pratique la peinture de paysage et l'aquatinte. En 1823, il retourne à Saint-Gall et publie en 1825-1827, à compte d'auteur, 20 planches gravées. Il ouvre une galerie d'art en 1828 à Saint-Gall et, en 1831, se lance dans l'impression lithographique, publiant notamment la Collection de vues pittoresques sur les villes et villages les plus remarquables en Suisse.
Quand en 1839 il entend parler de l'invention du daguerréotype, il commande un appareil photo à Paris. En août 1840, il expose, dans son studio, des vues de la ville, des reproductions de peinture et 38 portraits photographiques, une exposition pour laquelle il imprime un catalogue de quatre pages. L'exposition a ensuite été montrée à Zurich, Munich, Augsbourg, Vienne et Stuttgart. En 1841, il ouvre à Munich un studio d'héliographie.
Isenring produit alors le premier daguerréotype coloré en utilisant un mélange de gomme arabique et de pigments. La poudre colorée était fixée sur la surface délicate du daguerréotype par chauffage. Il obtint ainsi un des premiers exemples de photographie coloriée à la main. Il dépose le brevet, y compris pour les États-Unis, puis, grâce à la vente de ses droits pour une durée de huit mois, il fait fabriquer un studio photo mobile, qui consiste en une chambre noire montée sur roues, la première au monde.
Par la suite, il tente de photographier le modèle à partir de plusieurs caméras déclenchées en une seule prise mais les résultats ne sont pas concluants et surtout très coûteux. 
Durant les années 1842-1849, il exerce comme photographe itinérant, voyageant entre la Suisse et l'Allemagne du sud. Durant la dernière partie de sa vie, il revient à la peinture de paysage et à la gravure. 
Son travail photographique est, à quelques exceptions près, considéré comme perdu.

## Expositions et rétrospectives
- 2 décembre 2006 - 18 février 2007 : Traces de lumière. Daguerréotypes de collections suisses (1840 - 1860), Fondation suisse pour la photographie, Zurich[1].